# Museo de Montserrat
Museo de Montserrat – muzeum sztuki w klasztorze Montserrat na obrzeżach obszaru metropolitalnego Barcelony, w masywie górskim Montserrat, posiadające w kolekcji zabytki z całej 1000-letniej historii klasztoru oraz bogatą kolekcję dzieł hiszpańskich i europejskich mistrzów malarstwa.
Podstawą dla utworzenia muzeum było tzw. Muzeum Biblijne stworzone przez mnicha, brata Bonaventura Ubach. W 2006 roku muzeum zostało przyłączone do grupy muzeów Museus d'Interès Nacional do którego należą: Fundació Joan Miró, Fundació Antoni Tàpies, Museu Episcopal de Vic, Museu Marítim de Barcelona, Museu Picasso i Museu d'Art Contemporani de Barcelona.

## Kolekcja
Zbiory w muzeum zostały podzielone na pięć różnych kolekcji, w których znajduje się ponad 1300 eksponatów. Najstarszym artefaktem w muzeum jest egipski sarkofag z XIII wieku p.n.e. i stanowi część Archaeology of the Biblical East Collection, w której znajdują się również eksponaty pochodzące z obszarów starożytnej Mezopotamii, Egiptu, Grecji, Ziemi Świętej i Cypru. Inna kolekcja poświęcona jest ikonografii Matki Bożej z Montserrat, w której można prześledzić w jaki sposób zmieniał się sposób przedstawiania Madonny w sztuce na przestrzeni wieków. W 2006 roku otworzono nowy dział: zbiór 160 ikon bizantyjskich i słowiańskich. Prócz tego w muzeum można obejrzeć kolekcje wyrobów ze złota, kolekcje obejmujące przedmioty liturgiczne z okresu od XV do XX wieku. 
Osobnym działem jest malarstwo europejskie; muzeum posiada obrazy malarzy tworzących od XIII do XVIII wieku, m.in. El Greca, Caravaggia oraz dzieła malarzy katalońskich (Fortuny, Rusiñol, Nonell), francuskich impresjonistów i artystów współczesnych (Chagalla, Braque'a, Miró, Dali, Picasso).